# 평해 구씨
평해 구씨(平海 丘氏)는 경상북도 울진군 평해읍을 본관으로 하는 한국의 성씨이다.

## 역사
평해 구씨(平海 丘氏) 시조 구대림(丘大林)은 당나라 장군으로서 663년 일본에 사신으로 가다가 동해에서 풍랑을 만나 경상북도 평해의 월송정(月松亭) 부근에 표착(漂着)하여 해안의 남쪽 언덕 미포(美浦)에 터를 잡고 세거하게 되었다고 한다. 구대림이 살았다는 곳을 구미진(丘尾津)이라 부른다. 시조의 묘소는 경상북도 울진군 기성면 황보리에 있으며 매년 음력 3월 15일에 춘향제(春享祭)를 봉행하고 있다.
구대림 이후 세계(世系)가 실전(失傳)되어, 고려 공민왕(恭愍王) 때 이방실(李芳實)과 함께 홍건적을 토벌하여 공신에 책훈(策勳)되고 민부전서(民部典書)에 오른 구선혁(丘宣赫)을 1세조(一世祖)로 한다. 구선혁의 아들 구천우(丘天雨)가 고려 충숙왕 때 판도판서를 지냈고, 구천우의 아들 구춘호(丘春浩), 구춘경(丘春景), 구춘서(丘春瑞), 구춘보(丘春甫) 4형제가 모두 벼슬을 역임하여 가문을 번성시켰다.
구춘호(丘春浩)의 손자 구종직(丘從直)이 1444년(세종 26) 문과에 급제하여 공조판서와 좌찬성(左贊成)을 지냈다. 구종직의 아들 구달손(丘達孫)은 1465년(세조 11년) 문과에 급제하여 직제학(直提學)을 역임하였고, 구달손의 아우 구숙손(丘夙孫)도 1474년(성종 5년) 문과에 급제하여 이조좌랑(吏曹佐郞)을 역임하였다.
구춘보(丘春甫)의 손자 구치곤(丘致崑)은 1464년(세조 10) 문과에 급제하여 좌부승지·한성부우윤을 거쳐 대사헌에 올랐다. 구치곤의 아우 구치강(丘致岡)도 1453년(단종 1년) 문과에 급제하여 사헌부집의(司憲府執義)을 지냈다. 구치강의 아들 구영안(丘永安)은 1469년(예종 1년) 생원시와 진사시에 합격하였다.

## 본관
평해(平海)는 경상북도 울진군(蔚珍郡) 평해읍 일대의 지명이다. 고구려 때 근을어현(斤乙於縣)이었고, 757년(신라 경덕왕 16)에 평해로 고쳐 유린군(有隣郡)의 영현으로 하였다. 고려 현종 때 예주(禮州)의 영현이 되었고, 1172년(명종 2)엔 지군사로 승격되었다. 1466년(세조 12)에 군으로 승격되었다. 1914년에 군면 폐합으로 울진군 평해면이 되었고, 1963년에는 울진군이 강원도에서 경상북도로 이관되었다. 1980년 평해읍으로 승격되었다.

## 집성촌
- 충청남도 서천군
- 충청남도 부여군 옥산면 대덕리
- 경상북도 영양군 영양읍 화천동
- 경상북도 상주시

## 황(黃)씨의 기록
평해 구씨 측에서는 구대림이 한반도에 온 것은 663년 당나라에서 일본으로 가는 도중이라고 하나, 황(黃)씨의 기록은 황락(黃洛)과 구대림이 함께 서기 28년(중국 후한)에 교지국(베트남 하노이의 옛 지명)으로 가는 도중이라고 하여 기록이 일치하지 않는다.

## 인구
- 1985년 2,608가구 10,560명
- 2000년 4,128가구 13,176명
- 2015년 15,297명